# Clubiona mutata
Clubiona mutata är en spindelart som beskrevs av Willis J. Gertsch 1941. Clubiona mutata ingår i släktet Clubiona och familjen säckspindlar. Inga underarter finns listade i Catalogue of Life.